# Borduria
Borduria (oficialmente la República Popular de Borduria) es un país imaginario europeo situado en la Península de los Balcanes, que aparece en la serie de historietas Las aventuras de Tintín , del dibujante y guionista belga Hergé.
Borduria aparece en las aventuras El cetro de Ottokar y El asunto Tornasol y se alude a ella en Tintín y los Pícaros. En los dos últimos álbumes, se retrata como un país estalinista estereotipado del Bloque del Este.

## Apariciones en libros de Tintín
En El cetro de Ottokar, Tintín lee un panfleto turístico sildavo donde se narra la historia medieval de Syldavia y sus relaciones con Borduria. En 1195, Borduria se anexionó la vecina Syldavia, que estuvo bajo el dominio de aquella hasta 1275, cuando el Barón Almaszout expulsó a los bordurios y se proclamó como Rey Ottokar I. En las posteriores historias de Tintín, esta antigua rivalidad continúa y los bordurios tratan continuamente de invadir o desestabilizar Syldavia.
El cetro de Ottokar (escrito por Hergé en 1939) relata un intento frustrado de los bordurios de organizar un golpe de Estado en Syldavia, tratando de destronar al rey e invadir el país con el apoyo de los simpatizantes de Borduria en Syldavia. 
En El asunto Tornasol (1956), Borduria se muestra como un estereotipado país del Bloque del Este, con su policía secreta (la ZEP, dirigida por el coronel Sponsz) y un dictador militar estalinista llamado Plekszy-Gladz, que promueve una ideología llamada «bigotismo». Una estatua de Plekszy-Gladz, llevando un mostacho similar al de Stalin y haciendo un saludo con el brazo a la manera nazi, aparece delante de un edificio gubernamental. Los militares bordurios de este período se muestran como ineptos tecnológicamente, incapaces de detener un tanque robado por Tintín y sus compañeros, ya que las minas y cañones antitanque son defectuosos.
En Tintín y los Pícaros (1976), la república bananera sudamericana de San Theodoros, gobernada por el general Tapioca, ha formado una alianza con el gobierno bordurio, que le envía consejeros militares, incluyendo al coronel Sponsz. En una página inédita que Hergé dibujó para este libro, se puede ver un busto de Plekszy-Gladz incluso en la oficina de un coronel de San Theodoros. Finalmente, el general Alcázar, el amigo de Tintín, depone a Tapioca y Sponsz es exiliado.

## Símbolos

Bandera del régimen bigotista de Borduria.

En El asunto Tornasol, el mostacho del mariscal Plekszy-Gladz se usa como símbolo nacional, que aparece en la bandera del país, en su arquitectura, en los parachoques de los coches bordurios (como el coche con el que escapa Tintín en dicho álbum) e incluso como tilde diacrítica en ciertas vocales. Los policías y oficiales llevan brazaletes rojos con el símbolo del mostacho en el centro de un círculo blanco. Es similar al que llevaban diversas organizaciones en Alemania bajo el régimen nazi. Incluso el Hotel Zsnorr de Szohôd en el que se aloja Tintín hace referencia al mostacho (snor en neerlandés significa 'mostacho'). En Tintín y los Pícaros, el logo bigotista del mostacho puede verse en la decoración de edificios de San Theodoros. Un juramento común bordurio es: "¡Por los bigotes de Plekszy-Gladz!"
En El cetro de Ottokar, la bandera borduria es negra, con un círculo rojo y dos triángulos negros. En El asunto Tornasol es roja y contiene el logo del mostacho de Plekszy-Gladz.

## Cultura
Borduria tiene o tuvo el Islam como una de sus religiones: en El asunto Tornasol, puede verse un minarete tras los edificios modernistas que rodean la estatua de Plekszy-Gladz. Otros ejemplos de arquitectura que se muestran son viejos edificios típicos a la manera de Yugoslavia y modernos edificios comunistas.

## Idioma
Los libros de Tintín tan solo presentan el idioma del país, el bordurio, en algunos fragmentos. Como el syldavo, la lengua parece basarse en el Marols, dialecto del neerlandés que se habla en Bruselas; por ejemplo, compárese la palabra borduria mänhir (señor) con la neerlandesa mijnheer.